# Comité Olímpico Croata
El Comité Olímpico Croata es el Comité Nacional Olímpico de Croacia. Fue fundado en 1993 y reconocido por el COI ese mismo año.